# 湖南警察学院
湖南警察学院（英語: Hunan Police Academy）は、湖南省長沙市長沙県に本部を置く中国の公立大学。1949年創立、1984年大学設置。
2014年時点では、学校の面積は700.5畝、建築面積は21万平方メートル、生徒数約5000余人、教職員337人。 

## 略歴
- 1949年9月、湖南警察学院となる湖南臨時省政府公安庁公安学校を湖南省人民政府が設立。 1950年4月、「湖南省公安幹部学校」と改称。1958年12月、「湖南省政法幹部学校」と改称。1966年6月—1973年8月、文化大革命期間、閉校。1973年8月、復校、「湖南省公安幹部学校」と改称。1984年4月、名称を湖南公安専科学校に変更。1993年4月、「湖南公安高等専科学校」と改称。

- 1978年7月、湖南省公安学校設立。1980年9月、「湖南省人民警察学校」と改称。

- 1999年2月、湖南省人民警察学校と湖南公安高等専科学校が合併し「湖南公安高等専科学校」設立。2010年3月、名称を湖南警察学院に変更。

## 基礎データ
- 所在地
  - 湖南省長沙市長沙県

- 校訓
  - 「忠、真、智、勇」
- 校歌
  - 「湖南警察学院校歌」。徐厭平、鄧利群作詞·高炳点作曲。[2]

## 組織
「学院」も「系」も日本の大学の学部にほぼ相当する。「学部」は「学院」と「系」の上の編成で、実体はなく、日本の「学部」とは位置付けが異なっている。妙訳がないのでそのまま記す。
- 偵查系
- 刑事技術系
- 計算機系
- 治安系
- 法律系
- 警体部
- 交通管理系
- 公共管理系

## 附属機関

### 附属図書館
- 湖南警察学院図書館 - 蔵書数は全館合計で約69万冊

## 大学の人物一覧

### 教授
- 学長：林少菊
- 党委書記：羅国文

### 歴代学長
| 名称                                  | 就任年月   | 退任年月   | 歴代学長       | 歴代書記                     | 注 |
| ------------------------------------- | ---------- | ---------- | -------------- | ---------------------------- | -- |
| 湖南臨時省政府公安庁公安学校          | 1949年9月  | 1950年4月  | 徐啓文         | 李力、羅啓林（主任）         |    |
| 湖南省公安幹部学校                    | 1950年4月  | 1954年     | 徐啓文         | 李力、羅啓林、陳覚人（主任） |    |
| 湖南省公安幹部学校                    | 1954年     | 1958年12月 | 尹子明、杜一夫 |                              |    |
| 湖南省政法幹部学校                    | 1958年12月 | 1966年6月  | 閻得功、康守礼 |                              |    |
| 湖南省公安幹部学校                    | 1973年8月  | 1978年7月  | 唐瑞亭         | 康守礼                       |    |
| 湖南省公安幹部学校 湖南省人民警察学校 | 1978年7月  | 1980年     | 唐瑞亭         | 唐瑞亭                       |    |
| 湖南省公安幹部学校 湖南省人民警察学校 | 1980年11月 | 1984年1月  | 唐瑞亭         | 王又民                       |    |
| 湖南省公安幹部学校 湖南省人民警察学校 | 1984年1月  | 1984年10月 | 毛際寿         | 毛際寿                       |    |
| 湖南省公安専科学校                    | 1984年10月 | 1988年9月  | 徐占魁         | 伍福友                       |    |
| 湖南省公安専科学校                    | 1988年9月  | 1990年9月  | 譚必和         | 譚必和                       |    |
| 湖南省公安専科学校                    | 1990年9月  | 1993年11月 | 方玉文         | 譚必和                       |    |
| 湖南省公安専科学校                    | 1993年11月 | 1996年     | 方玉文         | 姚世柏                       |    |
| 湖南省人民警察学校                    | 1986年     | 1992年     | 王英杰         | 黄志明                       |    |
| 湖南省人民警察学校                    | 1992年     | 1993年     | 李火烽         | 李火烽                       |    |
| 湖南省人民警察学校                    | 1993年     | 1995年     | 趙崇高         | 趙崇高                       |    |
| 湖南省人民警察学校                    | 1995年     | 1999年     | 趙伯棟         | 趙伯棟                       |    |
| 湖南公安高等専科学校                  | 1993年6月  | 1999年2月  | 方玉文         | 姚世柏                       |    |
| 湖南警察学院                          | 1999年2月  | 現在       | 石国臻→林少菊  | 趙伯棟→王東貴→羅国文         |    |